# Вендланд, Антон Адольфович
Антон Адольфович фон Вендланд (Антон/Антоний Андерс/Андреас фон Венланд; фин. Anton Anders von Wendland; швед. Anton Anders von Wendland; 19 января 1827, Выборг — 18 июня 1897, Гродненская губерния) — русский финляндский военачальник, генерал от инфантерии (1894).

## Биография
Родился в 1827 году в Выборге. Выходец из финских шведов, лютеранин по вероисповеданию, сын офицера. В 1837 году поступил в Финляндский кадетский корпус, из которого в 1848 году был выпущен поручиком в Лейб-гвардии Литовский полк. В 1849 году принимал участие в Венгерском походе русской армии. В ходе Крымской войны находился в войсках, задействованных в обороне от англо-французского флота побережий Финского залива. Штабс-капитан (1855), капитан (1861).
В качестве ротного командира того же Лейб-гвардии Литовского полка принимал участие в подавлении Польского восстания. В 1864 году произведён в полковники за отличие. В 1867 году был назначен командиром 120-го Серпуховского пехотного полка и оставался в этой должности вплоть до 1873 года, после чего служил в Гродненской губернии на различных военных и военно-административных должностях. Генерал-майор (1875), генерал-лейтенант (1885), генерал от инфантерии (1894; при выходе в отставку).
С 1859 года был женат на Елизавете Карловне Шильдер (1834—1911). После отставки проживал в своём имении в Гродненской губернии , где скончался в 1897 году. 

## Старшие награды
- Орден Святого Станислава 1-й степени
- Орден Святой Анны 1-й степени
- Орден Святого Владимира 2-й степени
- Орден Белого орла